# يو إف سي ليلة القتال: ماكغريغور ضد سيفر
يو إف سي ليلة القتال: ماكغريغور ضد سيفر (بالإنجليزية: UFC Fight Night: McGregor vs. Siver)‏ هو حدث لفنون القتال المختلطة نظمته يو إف سي، أُقيم في 18 يناير 2015، على تي دي غاردن في بوسطن، ماساتشوستس، الولايات المتحدة.